# (85195) von Helfta
(85195) von Helfta est un astéroïde de la ceinture principale.

## Description
(85195) von Helfta est un astéroïde de la ceinture principale. Il fut découvert le 7 octobre 1991 à Tautenburg par Freimut Börngen et Lutz Dieter Schmadel. Il présente une orbite caractérisée par un demi-grand axe de 2,30 UA, une excentricité de 0,27 et une inclinaison de 2,4° par rapport à l'écliptique.

## Compléments